# Nielotki
Nielotki (Zenkerellidae) – rodzina ssaków z infrarzędu wiewiórolotkowych (Anomaluromorphi) w obrębie rzędu gryzoni (Rodentia).

## Zasięg występowania
Rodzina obejmuje gatunki występujące w zachodniej Afryce.

## Podział systematyczny
Do rodziny należy jeden występujący współcześnie rodzaj:
- Zenkerella Matschie, 1898 – nielotka – jedynym żyjącym współcześnie przedstawicielem jest Zenkerella insignis Matschie, 1898 – nielotka drzewna

Opisano również rodzaje wymarłe:
- Oromys Marivaux, Adnet, Benammi, Tabuce & Benammi, 2017 – jedynym przedstawicielem był Oromys zenkerellinopsis Marivaux, Adnet, Benammi, Tabuce & Benammi, 2017
- Prozenkerella Coster, Beard, Salem, Chaimanee & Jaeger, 2015 – jedynym przedstawicielem był Prozenkerella saharaensis Coster, Beard, Salem, Chaimanee & Jaeger, 2015.